# Campeonato Sudamericano de Clubes de Voleibol Femenino 2017
Campeonato Sudamericano de Clubes de Voleibol Femenino 2017 var den 9:e upplagan av tävlingen, som utser de sydamerikanska klubbmästarna i volleyboll på damsidan. Den spelades 14 till 18 februari 2017 i Uberaba och Uberlândia, Brasilien. I turneringen deltog sex lag från CSV:s medlemsförbund. Rio de Janeiro VC vann turneringen för andra gången genom att besegra Praia Clube i finalen. Gabriela Guimarães utsågs till mest värdefulla spelare.

## Arenor
|                                                      |                                                     |  |
|                                                      |                                                     |  |
| Centro Olímpico Stad: Uberaba Kapacitet: - Öppnad: - | Arena Praia Stad: Uberlândia Kapacitet: - Öppnad: - |  |

## Regelverk
Tävlingen genomfördes i form av seriespel där alla lag mötte alla andra lag en gång. Lagens position i respektive grupp bestämdes utifrån (i tur och ordning):
- Poäng;
- Antal vunna matcher
- Kvot vunna/förlorade set
- Kvot vunna/förlorade bollpoäng.

Om slutresultatet blev 3-0 eller 3-1 tilldelades 3 poäng till det vinnande laget och 0 till det förlorande laget, om slutresultatet blev 3-2 tilldelades 2 poäng till det vinnande laget och 1 till det förlorande laget.

## Deltagande lag
- CA Boca Juniors
- CA Villa Dora
- Club Olympic
- Praia Clube
- Rio de Janeiro VC
- CV Universidad de San Martín de Porres

## Turneringen

### Gruppspel
| Grupp A       | Grupp B                                |
| ------------- | -------------------------------------- |
| Club Olympic  | CA Boca Juniors                        |
| CA Villa Dora | Rio de Janeiro VC                      |
| Praia Clube   | CV Universidad de San Martín de Porres |

#### Grupp A

##### Resultat
| 14 februari 2017 Arena Praia, Uberlândia Speltid: ? - Åskådare: ? | CA Villa Dora | 3 - 0 | Club Olympic  | 25-6, 25-17, 25-19  |
| 15 februari 2017 Arena Praia, Uberlândia Speltid: ? - Åskådare: ? | Praia Clube   | 3 - 0 | Club Olympic  | 25-2, 25-6, 25-6    |
| 16 februari 2017 Arena Praia, Uberlândia Speltid: ? - Åskådare: ? | Praia Clube   | 3 - 0 | CA Villa Dora | 25-15, 25-11, 25-13 |

##### Sluttabell
| Pos. | Lag           | Pt | M | V | F | SV | SF | Kvot  | PV  | PF  | Kvot  |
| ---- | ------------- | -- | - | - | - | -- | -- | ----- | --- | --- | ----- |
| 1    | Praia Clube   | 6  | 2 | 2 | 0 | 6  | 0  | MAX   | 150 | 53  | 2.830 |
| 2    | CA Villa Dora | 3  | 2 | 1 | 1 | 3  | 3  | 1.000 | 114 | 117 | 0.974 |
| 3    | Club Olympic  | 0  | 2 | 0 | 2 | 0  | 3  | 0.000 | 56  | 150 | 0.373 |

#### Grupp B

##### Resultat
| 14 februari 2017 Centro Olímpico, Uberaba Speltid: ? - Åskådare: ? | Rio de Janeiro VC                      | 3 - 0 | CA Boca Juniors                        | 25-17, 25-8, 25-8   |
| 15 februari 2017 Centro Olímpico, Uberaba Speltid: ? - Åskådare: ? | CV Universidad de San Martín de Porres | 3 - 0 | CA Boca Juniors                        | 25-22, 25-18, 25-22 |
| 16 februari 2017 Centro Olímpico, Uberaba Speltid: ? - Åskådare: ? | Rio de Janeiro VC                      | 3 - 0 | CV Universidad de San Martín de Porres | 25-16, 25-11, 25-16 |

##### Sluttabell
| Pos. | Lag                                    | Pt | M | V | F | SV | SF | Kvot  | PV  | PF  | Kvot  |
| ---- | -------------------------------------- | -- | - | - | - | -- | -- | ----- | --- | --- | ----- |
| 1    | Rio de Janeiro VC                      | 6  | 2 | 2 | 0 | 6  | 0  | MAX   | 150 | 76  | 1.973 |
| 2    | CV Universidad de San Martín de Porres | 3  | 2 | 1 | 1 | 3  | 3  | 1.000 | 118 | 137 | 0.861 |
| 3    | CA Boca Juniors                        | 0  | 2 | 0 | 2 | 0  | 6  | 0.000 | 95  | 150 | 0.633 |

### Slutspelsrundan

#### Spelschema
|  | Semifinaler                            | Semifinaler |                   |             | Final                                  | Final               |  |
|  |                                        |             |                   |             |                                        |                     |  |
|  | Rio de Janeiro VC                      | 3           |                   |             |                                        |                     |  |
|  | Rio de Janeiro VC                      | 3           |                   |             |                                        |                     |  |
|  | CA Villa Dora                          | 0           |                   |             |                                        |                     |  |
|  | CA Villa Dora                          | 0           |                   | Praia Clube | 1                                      |                     |  |
|  |                                        |             |                   | Praia Clube | 1                                      |                     |  |
|  |                                        |             | Rio de Janeiro VC | 3           |                                        |                     |  |
|  | Praia Clube                            | 3           | Rio de Janeiro VC | 3           |                                        |                     |  |
|  | Praia Clube                            | 3           |                   |             |                                        |                     |  |
|  | CV Universidad de San Martín de Porres | 0           |                   |             | Match om tredjepris                    | Match om tredjepris |  |
|  | CV Universidad de San Martín de Porres | 0           |                   |             |                                        |                     |  |
|  |                                        |             |                   |             |                                        |                     |  |
|  |                                        |             |                   |             | CA Villa Dora                          | 0                   |  |
|  |                                        |             |                   |             | CA Villa Dora                          | 0                   |  |
|  |                                        |             |                   |             | CV Universidad de San Martín de Porres | 3                   |  |

##### Semifinaler
| 17 februari 2017 Centro Olímpico, Uberaba Speltid: ? - Åskådare: ? | Rio de Janeiro VC | 3 - 0 | CA Villa Dora                          | 25-10, 25-6, 25-17  |
| 17 februari 2017 Centro Olímpico, Uberaba Speltid: ? - Åskådare: ? | Praia Clube       | 3 - 0 | CV Universidad de San Martín de Porres | 25-18, 25-23, 25-13 |

##### Match om tredjepris
| 18 februari 2017 Arena Praia, Uberlândia Speltid: ? - Åskådare: ? | CA Villa Dora | 0 - 3 | CV Universidad de San Martín de Porres | 20-25, 29-31, 17-25 |

##### Final
| 18 februari 2017 Arena Praia, Uberlândia Speltid: ? - Åskådare: ? | Praia Clube | 1 - 3 | Rio de Janeiro VC | 19-25, 25-20, 19-25, 11-25 |

#### Match om femteplats
| 18 februari 2017 Arena Praia, Uberlândia Speltid: ? - Åskådare: ? | Club Olympic | 1 - 3 | CA Boca Juniors | 25-20, 12-25, 18-25, 12-25 |

## Slutplaceringar
| Pos | Lag                                    | Turnering            |
| --- | -------------------------------------- | -------------------- |
|     | Rio de Janeiro VC                      | VM för klubblag 2017 |
|     | Praia Clube                            |                      |
|     | CV Universidad de San Martín de Porres |                      |
| 4   | CA Villa Dora                          |                      |
| 5   | CA Boca Juniors                        |                      |
| 6   | Club Olympic                           |                      |

## Individuella utmärkelser
| Utmärkelse              | Namn                 | Lag                                    |
| ----------------------- | -------------------- | -------------------------------------- |
| Mest värdefulla spelare | Gabriela Guimarães   | Rio de Janeiro VC                      |
| Bästa passare           | Roberta Ratzke       | Rio de Janeiro VC                      |
| Bästa högerspiker       | Monique Pavão        | Rio de Janeiro VC                      |
| Bästa vänsterspiker     | Alexandra Klineman   | Praia Clube                            |
| Bästa vänsterspiker     | Ángela Leyva         | CV Universidad de San Martín de Porres |
| Bästa center            | Fabiana Claudino     | Praia Clube                            |
| Bästa center            | Walewska de Oliveira | Praia Clube                            |
| Bästa libero            | Fabiana de Oliveira  | Rio de Janeiro VC                      |